# Joensuu
Joensuu är en stad (kommun) och residensstad i landskapet Norra Karelen i Finland. Joensuu har 77 261 invånare och en total yta på 2 751,07 kvadratkilometer. 
Grannkommuner är Bräkylä, Ilomants, Kontiolax, Lieksa, Libelits och Tohmajärvi.
Joensuu stads språkliga status är enspråkigt finsk.
Stadens namn betyder Älvmynningen. I staden ges en finskspråkig dagstidning ut, Karjalainen.
En finskspråkig högskola öppnades 1969 i staden, som 1984 uppgraderades till Joensuu universitet. Östra Finlands universitet bildades 2010, då Kuopios och Joensuus universitet sammanslogs.

## Historia och samhällsliv
Där stadens centrum kom att ligga låg mellan 1790 och 1809 den forna Karelska jägarkårens sommarexercisplats. Joensuu grundlades 1848 på västra stranden av Pielis älv, främjande norra Karelens handel och ekonomiska liv. Staden uppfördes efter en regelbunden plan med breda, raka gator. Längs älvens strand anlades esplanader med alléer av stora björkar, varigenom hamnpartiet med Pielis kanals nedersta sluss gjorde ett prydligt intryck; därifrån gick även den stora bron över älven till dess östra strand.
Omkring förra sekelskiftet var handeln betydande, särskilt exporten av trävaror och mejeri‐ och köttprodukter. I staden fanns då ett lyceum uppfört 1894 efter ritningar av Theodor Decker, en sexklassig privat flickskola, en lägre hantverksskola, navigationsskola, samt en väv‐ och handarbetsskola. Stadskyrkan uppfördes 1903, med sina tre torn efter ritningar av Josef Stenbäck. Joensuu kom med tiden att behålla sin position som en livlig utbildnings‐ och handelsstad, och har dessutom blivit en viktig knutpunkt för flera landsvägar, flyg‐ och järnvägslinjer, samt vattenleder. De senare sammanstrålade i stadens hamnområde vid älven. Joensuu spelar en väsentlig roll i Finlands kulturliv, som vårdare av kalevalakulturens traditioner. Den karelska kulturtraditionen bevaras bland annat i Norra Karelens museum. Många gamla bilder av drunknade sjömän hänger inne i stadens kyrka.

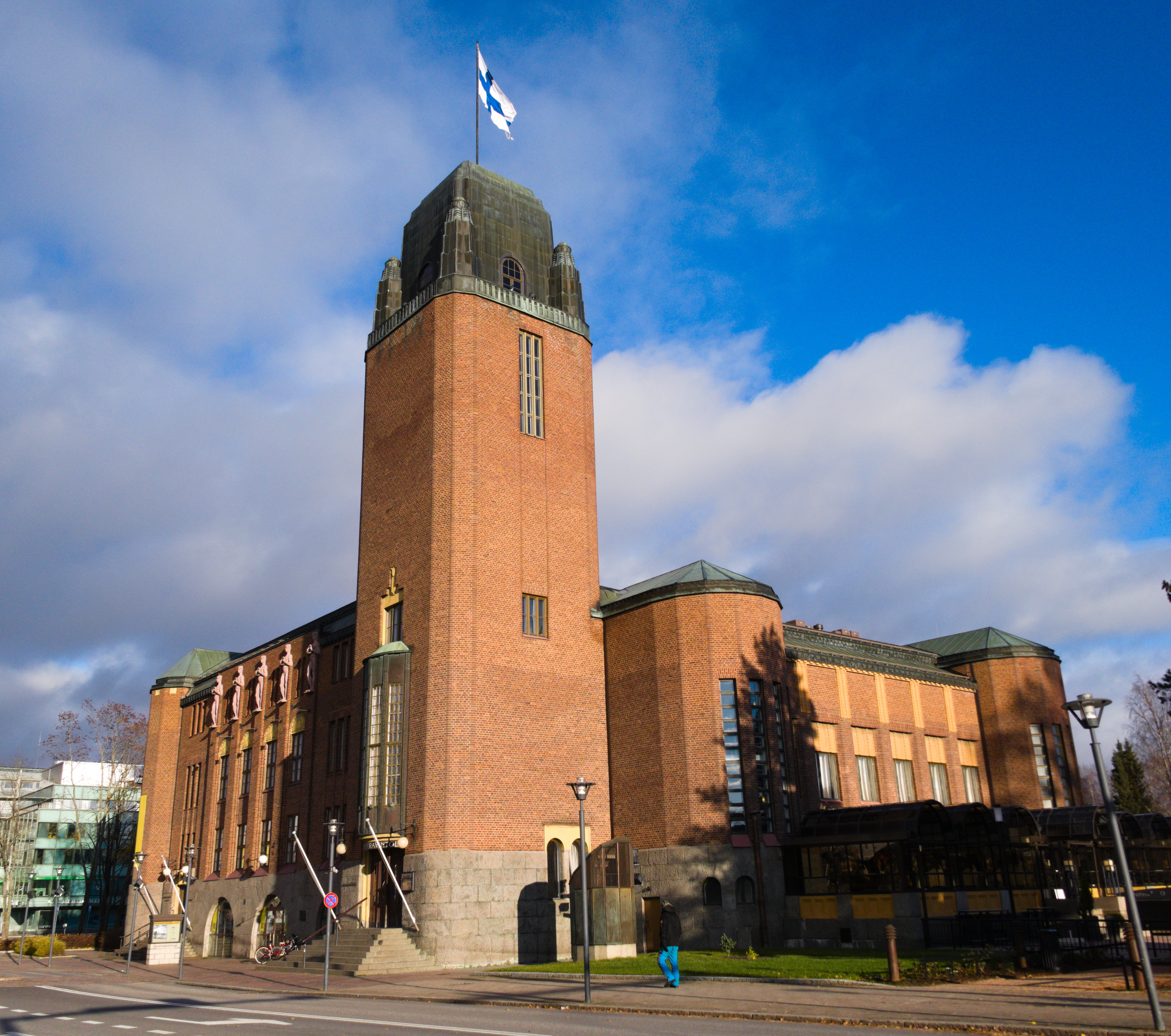
Joensuu stadshus uppfördes 1914 efter ritningar av Eliel Saarinen.
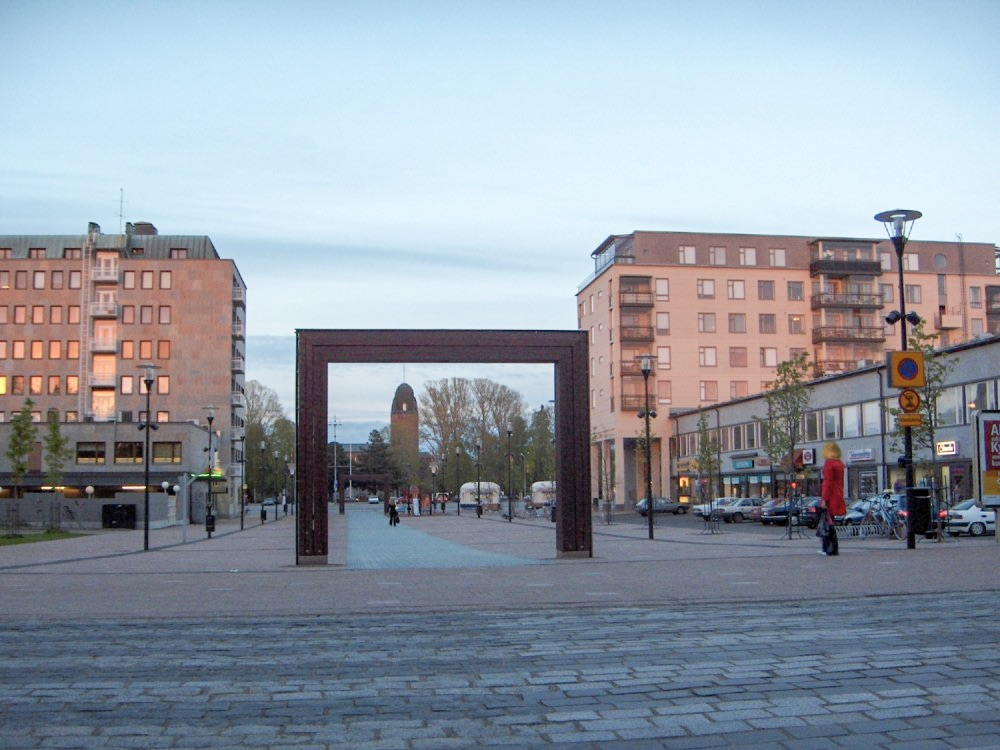
Vy över Joensuu torg. I bakgrunden syns Frihetsparken och längre bort Stadshusets torn, vars höjd är 36 meter.

### Kommunreformer
den 1 januari 1954 inkorporerades kommunen Pielisensuu. Den 1 januari 2005 slogs Joensuu stad samman med Kiihtelysvaara och Tuupovaara förutvarande kommuner. Vid årsskiftet 2008/2009 genomfördes den andra kommunsammanslagningen, då Joensuu stad gick ihop med Pyhäselkä och Eno  kommuner.

## Politik

### Mandatfördelning i Joensuu stad, valen 1976–2021
| 7 | 17 |  | 4 | 4 | 3 | 15 |

| 5 | 19 |  | 6 |  | 3 | 15 |

| 5 | 20 |  | 7 |  | 15 |

| 3 | 20 |  |  | 7 |  | 4 | 14 |

| 3 | 22 | 4 |  | 6 | 3 | 11 |

|  | 20 | 5 | 9 |  | 13 |

|  | 20 | 5 | 9 | 4 | 11 |

| 3 | 18 | 4 | 11 | 3 | 12 |

| 31 | 20 |

| 3 | 19 | 6 | 3 | 14 |  | 12 |

| 37 | 22 |

| 3 | 17 | 6 | 8 | 13 |  | 10 |

| 37 | 22 |

| 6 | 15 | 9 | 5 | 12 | 3 | 9 |

| 37 | 22 |

| 5 | 14 | 7 | 8 | 13 |  |  | 9 |

| 31 | 28 |

### Vänorter
Joensuu har följande vänorter:
- Linköping, Sverige, sedan 1940
- Tønsberg, Norge, sedan 1948
- Ísafjörður, Island, sedan 1948
- Hof, Tyskland, sedan 1970
- Vilnius, Litauen, sedan 1970

Joensuu har även samarbetsavtal med Petrozavodsk sedan 1994, samt samverkan med Sordavala och Suojärvi, alla i Ryssland.

## Demografi

### Befolkningsutveckling
| Befolkningsutvecklingen i Joensuu stad 1975–2020                                                             | Befolkningsutvecklingen i Joensuu stad 1975–2020 | Befolkningsutvecklingen i Joensuu stad 1975–2020 | Befolkningsutvecklingen i Joensuu stad 1975–2020 | Befolkningsutvecklingen i Joensuu stad 1975–2020 |
| --- | ------------------------------------------------ | ------------------------------------------------ | ------------------------------------------------ | ------------------------------------------------ |
| |                                                  |                                                  |                                                  |                                                  |
| År |                                                  |                                                  | Folkmängd                                        |                                                  |
| 1975 | 1975                                             |                                                  | 62 193                                           |                                                  |
| 1980 | 1980                                             |                                                  | 63 969                                           |                                                  |
| 1985 | 1985                                             |                                                  | 66 166                                           |                                                  |
| 1990 | 1990                                             |                                                  | 67 363                                           |                                                  |
| 1995 | 1995                                             |                                                  | 70 507                                           |                                                  |
| 2000 | 2000                                             |                                                  | 71 013                                           |                                                  |
| 2005 | 2005                                             |                                                  | 72 292                                           |                                                  |
| 2010 | 2010                                             |                                                  | 73 305                                           |                                                  |
| 2015 | 2015                                             |                                                  | 75 514                                           |                                                  |
| 2020 | 2020                                             |                                                  | 76 935                                           |                                                  |
| Anm: Uppgifterna avser förhållandena den 31 december nämnda år enligt områdesindelningen den 1 januari 2022. |                                                  |                                                  |                                                  |                                                  |

### Språk
Befolkningen efter språk (modersmål) den 31 december 2022. Finska, svenska och samiska räknas som inhemska språk då de har officiell status i landet. Resten av språken räknas som främmande. För språk med färre än 10 talare är siffran dold av Statistikcentralen på grund av sekretesskäl. Språk med färre än 50 talare har räknats ihop för att minska tabellens storlek.
| Språk                                       | Talare 2022-12-31 | Talare 2022-12-31 |
| Språk                                       | Antal             | Andel (%)         |
| ------------------------------------------- | ----------------- | ----------------- |
| Hela befolkningen                           | 77 513            | 100,0             |
| Inhemska språk totalt                       | 72 677            | 93,8              |
| Finska                                      | 72 590            | 93,6              |
| Svenska                                     | 83                | 0,1               |
| Samiska                                     | 4                 | 0,0               |
| Främmande språk totalt                      | 4 836             | 6,2               |
| Ryska                                       | 2 462             | 3,2               |
| Arabiska                                    | 250               | 0,3               |
| Engelska                                    | 212               | 0,3               |
| Bengali                                     | 181               | 0,2               |
| Kinesiska                                   | 130               | 0,2               |
| Tyska                                       | 100               | 0,1               |
| Thailändska                                 | 94                | 0,1               |
| Kurdiska                                    | 91                | 0,1               |
| Estniska                                    | 90                | 0,1               |
| Spanska                                     | 84                | 0,1               |
| Vietnamesiska                               | 83                | 0,1               |
| Persiska                                    | 77                | 0,1               |
| Urdu                                        | 69                | 0,1               |
| Turkiska                                    | 64                | 0,1               |
| "Annat språk"                               | 55                | 0,1               |
| Språk med färre än 50 talare men fler än 10 | 668               | 0,9               |
| Språk med färre än 10 talare                | 126               | 0,2               |

|  | Finska (93,6 %) |

|  | Svenska (0,1 %) |

|  | Samiska (0,0 %) |

|  | Främmande språk (6,3 %) |

|  | Finska (93,6 %) |

|  | Svenska (0,1 %) |

|  | Samiska (0,0 %) |

|  | Främmande språk (6,3 %) |